# Монументаль де Матурін
Монументаль де Матурін (ісп. Estadio Monumental de Maturín) — найбільший за місткістю футбольний стадіон Венесуели, розташований у місті Матурін, адміністративному центрі штату Монагас. Місткість стадіону складає 51 796 глядачів. На «Монументалі де Матурин» виступає футбольний клуб «Монагас».

## Історія
Більшість будівництва стадіону «Монументаль де Матурин» була завершена до грудня 2006 року. Архітекторами проекту виступили Фернандо де ла Каррера, Алехандро Кавансо та Дієго Соріо.
Стадіон «Монументаль де Матурин» був відкритий 17 червня 2007 матчем між збірними Венесуели та Угорщини. Через тиждень, 24 червня, тут відбулася перша гра на клубному рівні між «Монагасом» та «Саморою». Арена була побудована до Кубка Америки, який у 2007 році вперше в історії організовувала Венесуела. «Монументаль» вміщує близько 52 тис. глядачів, що робить його найбільшим за місткістю стадіоном країни.
У рамках Кубка Америки 2007 року на арені відбулися три гри:
| Дата         | Час (EDT) | Збірна #1 | Рахунок | Збірна #2 | Раунд       |
| ------------ | --------- | --------- | ------- | --------- | ----------- |
| 1 липня 2007 | 16.00     | Бразилія  | 3-0     | Чилі      | Група B     |
| 1 липня 2007 | 18.15     | Мексика   | 2-1     | Еквадор   | Група B     |
| 8 липня 2007 | 16.00     | Мексика   | 6-0     | Парагвай  | Чвертьфінал |

В подальшому на арені проходили матчі молодіжного чемпіонату Південної Америки 2009 року, прийнявши 12 ігор, а також час від часу тут свої матчі проводить збірна Венесуели.